# Tequisquiapan
Tequisquiapan ist eine Stadt mit etwa 30.000 Einwohnern und Verwaltungssitz der gleichnamigen Gemeinde (municipio) mit insgesamt etwa 70.000 Einwohnern im Südosten des mexikanischen Bundesstaats Querétaro. Wegen ihres historischen Stadtzentrums zählt sie zu den Pueblos Mágicos.

## Lage
Der Ort Tequisquiapan liegt im zentralen Hochland Mexikos in einer Höhe von ca. 1880 m. Santiago de Querétaro, die Hauptstadt des Bundesstaats, befindet sich ca. 62 km westlich; Mexiko-Stadt, die Hauptstadt des ganzen Landes, liegt etwa 260 km südöstlich. Das Klima ist gemäßigt; Regen (ca. 515 mm/Jahr) fällt nahezu ausschließlich im Sommerhalbjahr.

## Bevölkerungsentwicklung
| Jahr      | 2000   | 2005   | 2010   |
| Einwohner | 25.929 | 26.358 | 29.799 |

Der leichte Bevölkerungszuwachs hängt im Wesentlichen mit der Zuwanderung von Familien und Einzelpersonen aus den Dörfern der Umgebung zusammen. Die meisten der oft indianisch-stämmigen und untereinander Nahuatl-sprechenden Einwohner der Gemeinde sprechen auch Spanisch.

## Wirtschaft
In den Dörfern der Gemeinde wird Viehzucht betrieben, daneben werden Mais, Weizen, Bohnen, Gemüse und seit den 1960er Jahren auch Wein angebaut; außerdem gibt es zahlreiche Obstbäume. Ein wichtiger Wirtschaftsfaktor in der Region sind mehrere Opalminen (opaleras) mit angeschlossenen Schleifereien. In der Stadt selbst haben sich mehrere Handelsgeschäfte sowie Handwerks- und Dienstleistungsbetriebe angesiedelt.

## Geschichte
Im 13. Jahrhundert drangen die Chichimeken und die Otomí-Indianer in die Gegend ein, doch wurden sie teilweise im 15. Jahrhundert durch die expandierenden Azteken verdrängt, die ihrerseits nach dem Sieg der Spanier ihre Macht abgeben mussten.

## Sehenswürdigkeiten
- Das sich um die Plaza Hidalgo mit ihren Arkaden (portales) herum befindliche historische Zentrum der Stadt verbreitet noch einen gewissen kolonialen Charme.
- Die Kirche Santa María de la Asunción ist der Himmelfahrt Mariens geweiht; ihr Baubeginn lag im ausgehenden 17. Jahrhundert, doch wurde sie erst im Jahr 1874 fertiggestellt. Während der Mittelteil der Fassade durchaus reich gegliedert ist, verzichteten die Bauherren wie üblich beim Untergeschoss des Glockenturmes auf eine ähnliche Gestaltung; lediglich die beiden Geschosse im oberen Teil sind nach allen Himmelsrichtungen geöffnet. Das Innere der Kirche ist einschiffig und gewölbt; das Joch vor der flach schließenden Apsis wird von einer durchfensterten Kuppel überspannt.
- Im ca. 500 m nördlich des Hauptplatzes gelegenen Parque La Pila steht noch ein Teilstück eines von den Spaniern gebauten Aquädukts.

## Söhne und Töchter
- Florencio Olvera Ochoa (1933–2020), römisch-katholischer Geistlicher, Bischof von Cuernavaca